# Liste der Seelisten (nach Staat)
Die Liste der Seelisten beinhaltet bestehende Listen von Seen, geordnet nach Staaten.

## A
- Liste von Seen in Ägypten
- Liste der Seen in Albanien
- Liste der Seen in Australien

## B
- Liste der Seen in Bolivien

## C
- Liste von Seen in China

## D
- Liste von Seen in Deutschland
  - Liste der Seen in Baden-Württemberg
  - Liste der Seen in Bayern
  - Liste der Seen in Berlin
  - Liste der Seen in Brandenburg
  - Liste von Seen in Hessen
  - Liste der Seen in Mecklenburg-Vorpommern
  - Liste von Seen in Niedersachsen
  - Liste der Seen in Nordrhein-Westfalen
  - Liste von Seen in Rheinland-Pfalz
  - Liste von Seen im Saarland
  - Liste der Seen in Sachsen-Anhalt
  - Liste der Seen in Schleswig-Holstein
  - Moritzburger Teiche
  - Villeseen
- Liste der Seen in Dänemark
  - Liste der Seen auf den Färöern

## E
- Liste der Seen in Estland

## F
- Liste der größten Seen in Finnland
- Liste der Seen in Frankreich

## G
- Liste von Seen in Griechenland

## I
- Liste der Seen in Italien
  - Oberitalienische Seen
- Liste irischer Loughs
- Liste von Seen in Island

## J
- Liste der Seen in Japan

## K
- Liste der Seen in Kanada
- Liste der Seen in Kenia

## L
- Liste von Seen in Lettland
- Liste von Seen in Liberia

## M
- Liste der Seen in Mazedonien
- Liste der Seen in Montenegro

## N
- Liste der Seen in Namibia
- Liste der Seen in Neuseeland
- Liste von Seen in Niger
- Liste von Seen in Norwegen

## O
- Liste der Seen in Österreich
  - Kärntner Seen

## P
- Liste der Seen in Polen
- Portugal
  - Liste der Seen auf den Azoren

## S
- Liste der Seen in Schweden
- Liste der grössten Seen in der Schweiz
- Liste der Seen in Sierra Leone
- Liste von Seen in Südafrika
  - Liste von Seen in KwaZulu-Natal

## T
- Liste von Seen in Tansania

## V
- Liste der Seen im Vereinigten Königreich
  - Seen im Lake District
  - Liste schottischer Lochs

## Liste nach Kontinenten
- Liste von Seen in Afrika
- Liste der größten Seen in Europa
- Liste von Seen und Talsperren in Südamerika